# Trueno

Ejemplo de un rayo impactando con el suelo.

El trueno es el sonido de la onda de choque causada cuando un rayo calienta instantáneamente el aire por el que se mueve entre nubes, o de ellas hasta la superficie terrestre, a más de 28 000 °C. Este aire muy caliente aumenta de volumen y se expande a gran velocidad, pero al mezclarse con el aire frío del entorno baja bruscamente su temperatura y se contrae. Esta rápida expansión y contracción genera ondas de choque que son las responsables del ruido del trueno.

## Origen del trueno
El origen del trueno ha sido objeto de discusión científica durante siglos. La primera teoría de la que se tiene noticia está atribuida al filósofo Aristóteles en la tercera centuria antes de Cristo, especulando que el sonido podía ser causado por la colisión de nubes. Desde entonces muchas teorías han sido propuestas. En el siglo XIX la teoría más aceptada era que el rayo producía el vacío generando después el ruido consecuente. En el siglo XX está bastante consensuado que el trueno viene originado por la onda de choque en el aire debida a la súbita expansión térmica del plasma en la trayectoria del rayo. La temperatura dentro del rayo, medida mediante análisis espectroscópico, alcanza durante unos microsegundos temperaturas próximas a los 30 000 C. Este calor causa una enorme expansión del aire hacia todas direcciones, impulsando el aire circundante a velocidades superiores a la del sonido. Esta onda finalmente es una onda de choque que recorre rápidamente la atmósfera. En algunos casos el sonido del trueno puede alcanzar los 110 dB, cercano al umbral del dolor para el oído humano.

## Velocidad
La onda de choque producida por el rayo viaja a una velocidad mayor a la del sonido, pero solo se extiende por unos diez metros. A partir de allí, el trueno se comporta como un sonido común y viaja a unos 300 m/s. Por lo tanto, para calcular la distancia de un rayo, se desprecia el fenómeno inicial y se considera un kilómetro por cada tres segundos que transcurren entre la aparición del rayo y el instante en que se escucha el trueno.

### Se puede estimar la distancia a la que cae el rayo en metros
{\displaystyle d={\frac {v\Delta t}{1-v/c}}\approx v\Delta t\approx {\frac {1000}{3}}\Delta t}

donde v es la velocidad del sonido y c es la velocidad de la luz. Por lo que, midiendo el tiempo {\displaystyle \Delta t} (en segundos) que transcurre entre el relámpago y el trueno, es posible estimar la distancia: cada 3 s de retraso representa una distancia de 1 km.